# Gamble Cone
Der Gamble Cone ist ein 400 m hoher Hügel im Osten der antarktischen Ross-Insel. In den Kyle Hills ragt er 1 km südsüdöstlich des Post Office Hill auf.
Auf Vorschlag des neuseeländischen Geochemikers Philip Raymond Kyle benannte ihn das Advisory Committee on Antarctic Names am 19. Juni 2000 nach dem irischen Geologen John Alan Gamble von der Victoria University of Wellington, der in den 1980er Jahren umfassende Studien zum Vorkommen von Xenolithen am Kap Crozier und am Kap Bird durchgeführt hatte.